# Boris Orlov (coach)
Boris Georgievitsj Orlov (Russisch: Борис Георгиевич Орлов) (Moskou, 20 februari 1945 – Nijmegen, 3 juli 2018) was een Russisch turncoach.
Orlov leerde in Moskou turnen en werd opgeleid tot coach. Tijdens zijn militaire dienst werkte hij als bijbaan als circusartiest. In de jaren 80 was Orlov bondscoach van het turnteam van de Sovjet Unie en werkzaam bij de turnafdeling van Spartak Moskou. Hij was in 1981 onder andere coach van Olga Bitsjerova die wereldkampioene werd. Hij kwam in 1986 naar Nederland via een uitwisselingsproject met de Russische turnbond. Hij werkte op die manier ook kort in Frankrijk. Orlov was vier jaar hoofdtrainer op Nationaal Sportcentrum Papendal. Na een conflict met het bestuur van de Nederlandse turnbond vertrok hij in 1993 naar Stuttgart. Van 1994 tot 1999 was hij wederom bondscoach van de KNGU. Tussen 1996 en 2008 was hij hoofdtrainer bij GTV De Hazenkamp in Nijmegen. Hij was onder andere coach van Suzanne Harmes, Renske Endel en Verona van de Leur. Orlov werkte veel samen met Esther Heijnen. Hij heeft ook met Yuri van Gelder gewerkt tijdens diens schorsing. Van 2008 tot 2010 was Orlov trainer bij Turncentrum Sportstad Heerenveen.

## Trivia
- Boris Orlov was in 2007 te zien in een commercial van Holland Casino, waarin hij Anky van Grunsven probeerde te trainen als turnster, met het motto: Spreid je winstkansen.